# アギル・エテマディ
アギル・エテマディ（Agil Etemadi、1987年4月23日）は、イラン・テヘラン出身の元サッカー選手。現役時代のポジションはGK。

## クラブ経歴
SCヘーレンフェーンの下部組織を経てレンタル移籍でFCエメンに、SCフェーンダムやアルメレ・シティFCに在籍した。FCフローニンゲンにはセカンドGKとして在籍した。
2009年にはスティール・アジンFCのトライアルを受けたが、契約締結には至らなかった。2017年の夏、デ・フラーフスハップと2年契約を交わした。
2019年1月15日、デ・フラーフスハップとの契約を解除して古巣アルメレ・シティに加入した。
2023年6月に現役を引退し、アルメレ・シティのGKコーチに就任した。